# Nizzastraße
Die Nizzastraße ist eine Innerortsstraße der sächsischen Stadt Radebeul, in den Stadtteilen Serkowitz und Oberlößnitz. Sie wird im Dehio-Handbuch hervorgehoben für die spätklassizistischen, landhausartigen Wohnhäuser, besonders erwähnt wird auch das ehemalige Herrenhaus Haus Thieme mit seinem zurückgesetzten Obergeschoss.

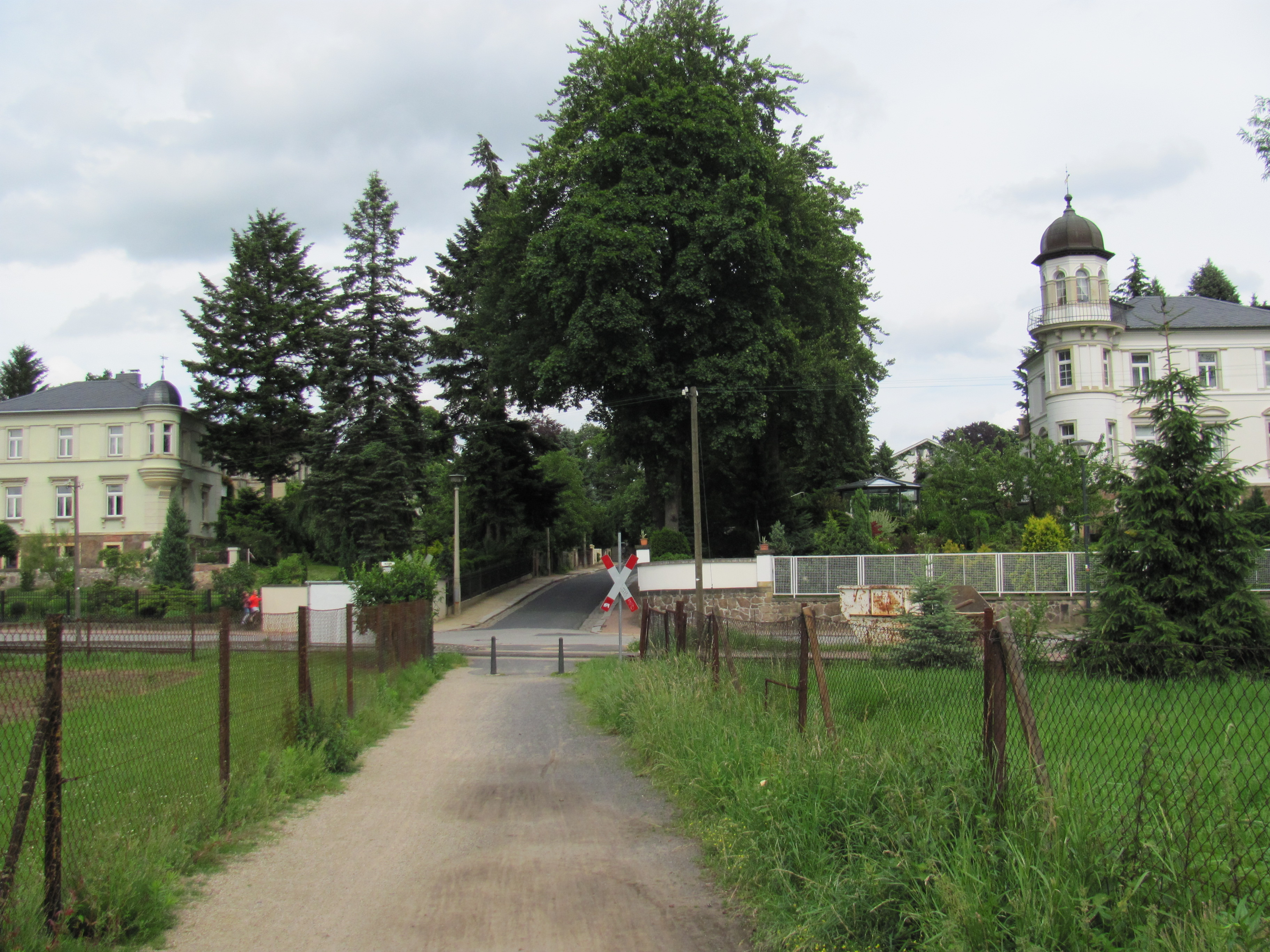
Nizzastraße, Eingangssituation nach Oberlößnitz mit zwei Ecktürmen der Gebrüder Ziller

## Lage und Bebauung

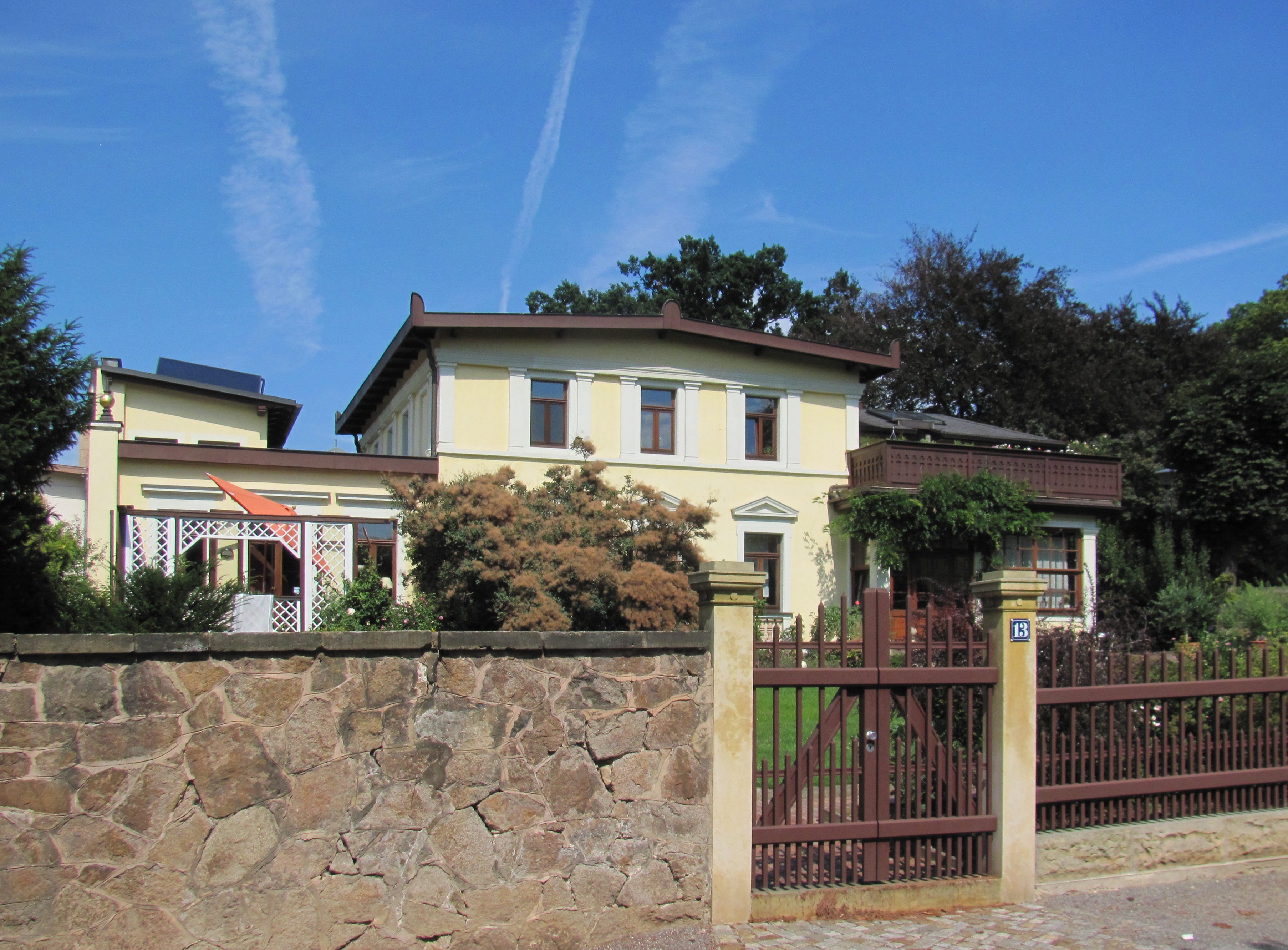
Karl Mays Wohnstatt Nizzastraße 13, griechisches Landhaus nach Ernst Ziller

Die Nizzastraße als Straße beginnt am Mühlweg, von wo aus sie nach Osten verläuft; nach Westen erstreckt sich ein gesandeter Verbindungsweg zur Paradiesstraße, der die Gleise der Lößnitzgrundbahn sowie den Lößnitzbach quert und an dem Grünflächen der Flussaue liegen. Der Straßenbeginn wird von den beiden Villen Nr. 6 und Nr. 7 gebildet, die als Pendants zur Straßenecke Türmchen aufweisen. Von dort aus verlaufen die geraden Hausnummern auf der Südseite, zuletzt die Nr. 70 am Alvslebenplatz mit der Kreuzung mit der Eduard-Bilz-Straße.
Etliche der an der Nizzastraße liegenden Gebäude stehen heute unter Denkmalschutz und sind daher in der Liste der Kulturdenkmale in Radebeul-Serkowitz und in der Liste der Kulturdenkmale in Radebeul-Oberlößnitz aufgeführt, teilweise unter Adressen von Nebenstraßen:
- Oberlößnitz: Nr. 6, Nr. 7, Nr. 9, Nr. 10, Nr. 11, Nr. 12, Villa Agnes (Lößnitzgrundstraße 2, ehemals Nr. 13)
- Serkowitz: Hoflößnitzstraße 4, Friedlandstraße 1, Trafostation am Augustusweg, Nr. 19, Rosenstraße 15, Nr. 24, Nr. 30, Wasastraße 68, Haus Thieme (Nr. 69)[2]

Die Nr. 35 gewann 2004 den Radebeuler Bauherrenpreis in der Kategorie Gartengestaltung.
Eine Besonderheit bilden die landhausartigen Villen Nrn. 9, 11 und 13 der Gebrüder Ziller, die mit ihrem griechischen Aussehen Reminiszenzen an ihren in Griechenland wirkenden älteren Bruder Ernst Ziller darstellen.

## Namensgebung
Teile der späteren Straße wurden bereits 1735 von dem Kartografen Nienborg dokumentiert. Es handelte sich um die Niedere Berggasse, die mit dem Ausbau des quer zum Lößnitzabbruch verlaufenden Gassensystems später zur Unteren Bergstraße wurde; in Serkowitz dann auch Untere Weinbergstraße. Beginnend im westlichen Teil in Oberlößnitz wurde die Straße ab 1879 durch die Baumeister Gebrüder Ziller systematisch erschlossen; in den 1880er Jahren bauten sie die Villen bis etwa zur Friedlandstraße. 1891/1892 entstand die Villa Nizzastraße 30 auf halber Länge, an der Dr.-Schmincke-Allee. 1895 erfolgte dann der Straßenausbau. Im selben Jahr verstarb der ältere der Brüder, Moritz Ziller, 1901 folgte der jüngere Bruder Gustav.
Nach einem Ausspruch des sächsischen Königs Johann um 1860, in dem er die Gegend als Sächsisches Nizza bezeichnete, erfolgte 1903 die Benennung als Nizzastraße.

## Anwohner
Der Schriftsteller Karl May wohnte in der ersten Hälfte der 1890er Jahre zur Miete in der Villa Agnes (unter der Adresse Nizzastraße 13, heute Lößnitzgrundstraße 2), bevor er seine Villa Shatterhand kaufte, wo sich heute das Karl-May-Museum befindet.
Diagonal über den an den Villa Agnes anliegenden Kreuzungsbereich hinweg liegt die Villa des französisch-deutschen Ventilhornvirtuosen und Komponisten Josef Rudolf Lewy verh. Lewy-Hoffmann, in der er in den Jahrzehnten vor Karl May unter der Adresse Hoflößnitzstraße 4 wohnte.
Der sächsische Generalmajor Ernst Hugo von Wolf wohnte seit seiner Heirat mit Karoline Luise „Lonny“ von Oppell 1868 im Haus Ebenrecht (Nizzastraße 53, Ecke Gutenbergstraße) der Familie von Oppell. Das Haus ist heute abgebrochen und das große Anwesen mit dem Radisson Blu Park Hotel & Conference Centre bebaut. Dieses Hotel wurde zwischen 1993 und 1994 von der Baufirma Baresel errichtet und als Hotel Steigenberger eröffnet.